# مارولوس ناکامبا
مارولوس ناکامبا (انگلیسی: Marvelous Nakamba؛ زادهٔ ۱۹ ژانویهٔ ۱۹۹۴) بازیکن فوتبال اهل زیمبابوه است. وی در پست هافبک برای باشگاه فوتبال استون ویلا بازی می‌کند.   
از باشگاه‌هایی که در آن بازی کرده‌است می‌توان به باشگاه فوتبال کلوب بروژ، باشگاه فوتبال ویتس‌آرنهم، و باشگاه فوتبال نانسی اشاره کرد.
وی همچنین در تیم‌های ملی فوتبال زیمبابوه بازی کرده‌است.